# 박성원 (소설가)
박성원은 1969년 대구에서 태어난 소설가이다.
1994년 문학과 사회에 단편 "유서"를 발표하면서 등단했다. 영남대학교 행정학과를 졸업하고 동국대학교 문화예술대학원 문예창작학과에서 석사학위를 받았다. 추계예술대학교 문예창작학과 겸임교수, 동국대학교 문예창작학과 교수, 계명대학교 문예창작학과 교수를 거쳤다.

## 수상
- 2003년 제11회 오늘의 젊은 예술가상
- 2010년 제55회 현대문학상 - 《얼룩》
- 2012년 제17회 현대불교문학상
- 2014년 제19회 한무숙문학상

## 저서
- 소설집《이상異常 이상李箱 이상理想》
- 소설집《나를 훔쳐라》
- 소설집《우리는 달려간다》
- 평전《위대한 혁명가 카를 마르크스》
- 소설집《도시는 무엇으로 이루어지는가》
- 소설집《하루》
- 소설집《고백》